# メリー・ポピンズ リターンズ
『メリー・ポピンズ リターンズ』（原題：Mary Poppins Returns）は、2018年のアメリカ合衆国のミュージカル・ファンタジー映画で、1964年の映画『メリー・ポピンズ』の続編。監督をロブ・マーシャル、脚本をデヴィッド・マギー、主役のメリー・ポピンズをエミリー・ブラントが務める。
アメリカでは2018年12月19日に公開され、日本では2019年2月1日に公開された。

## あらすじ
前作から25年後の大恐慌時代のロンドン。ジェーン（エミリー・モーティマー）とマイケル（ベン・ウィショー）は大人になり、マイケルは3人の子供、ジョン（ナサナエル・サレー）、アナベル（ピクシー・デイヴィーズ）、ジョージー（ジョエル・ドーソン）の父親となっていた。突如訪れた大きな悲劇に一家は以前のような明るさを失ってしまう。彼らに人生の歓びを取り戻させるため、再びメリー・ポピンズ（エミリー・ブラント）がやってくる。

## 登場人物
- は前作にも登場していたキャラクター

### 主要人物
メリー・ポピンズ *
演 - エミリー・ブラント、日本語吹替 - 平原綾香
主人公のナニー。前作から25年経過しているが、容姿は全く変わっていない。魔法が使えるがそれを公にはせず、子供たちに対しても「何のことですか」といったようなはぐらかした態度を取る。
ジャック
演 - リン＝マニュエル・ミランダ、日本語吹替 - 岸祐二
ガス灯の点灯夫。愛用の自転車で朝と夕の2回、街灯の消灯と点灯のために街中を回っており、知り合いも多い。前作のバートの弟分で、メリーとも旧知であり魔法を使えることも知っている。役割も前作のバート同様、バンクス家の手助けをしたり、メリーと共に歌やダンスを披露したりする。物語の中盤以降、ジェーンといい雰囲気になりつつある。

### バンクス家
マイケル・バンクス *
演 - ベン・ウィショー、日本語吹替 - 谷原章介
バンクス家の当主で、アナベル、ジョン、ジョージーの父。元は画家を志していたようだが、現在は父親が勤めていたフィデリティ信託銀行でパートタイマーで働いている。家計を切り盛りしていた妻を前年に亡くし、世界恐慌による不況とも相まってかなり苦しい生活をしている模様。そのため自宅を抵当に融資を受けている。
ジェーン・バンクス *
演 - エミリー・モーティマー、日本語吹替 - 堀内敬子
マイケルの姉で独身。バンクス家の近くのアパートメントに一人で住んでいる。労働組合に所属し、労働者の支援活動をしている傍ら、亡くなった弟嫁に代わってバンクス家のサポートをしている。
アナベル・バンクス
演 - ピクシー・デイヴィーズ、日本語吹替 - 植原星空
ジョン・バンクス
演 - ナサナエル・サレー、日本語吹替 - 加藤憲史郎
マイケルの長女、長男で双子。年齢の割にしっかりしており、家事の手伝い等をしている。
ジョージー・バンクス
演 - ジョエル・ドーソン、日本語吹替 - 鈴木柊真
マイケルの末子。幼いためメリーの魔法の影響を最も強く受けている。トラブルメーカーであり前作でのマイケルのポジションに近い。
エレン *
演 - ジュリー・ウォルターズ、日本語吹替 - 木村有里
バンクス家の家政婦で先代からバンクス家に仕える。前作のブリル（料理人）役は登場しておらず、炊事も担当している様子（マイケルから朝食を作るよう命じられているシーンがある）。

### 銀行関係者
ウィリアム・“ウェザーオール”・ウィルキンズ / オオカミ（声）
演 - コリン・ファース、日本語吹替 - 森田順平
フィデリティ信託銀行の頭取で本作のディズニー・ヴィランズ。ミスター・ドース・ジュニアから銀行経営を受け継いでおり、マイケルの上司にあたる。銀行の利益を第一に考え、借金の抵当になっているマイケルの家を取り上げようと画策する。アニメーションパートのオオカミは、ロイヤル・ドルトン・ミュージック・ホールから客の大切なものを盗む盗賊団の首領として描かれる。
物語の終盤、おじのドースに悪行がバレてしまい、銀行をクビになる。風船売りの風船を持ったが、唯一空に浮かばなかった。
グッディング / アナグマ（声）
演 - ジェレミー・スウィフト、日本語吹替 - 金子由之
フライ / イタチ（声）
演 - コブナ・ホルドブルック＝スミス、日本語吹替 - 小森創介
ウィリアムの命でバンクス家の屋敷の差し押さえを通告に訪れる弁護士。職務に忠実なグッディングに対し、フライは子供たちに対して多少の理解を見せる。アニメーションパートのアナグマとイタチは、オオカミが率いる盗賊団の構成員。
ミスター・ドース・ジュニア *
演 - ディック・ヴァン・ダイク、日本語吹替 - 宝亀克寿
甥のウィリアムに経営権を譲ったフィデリティ信託銀行の前頭取。物語の最後でマイケルの借金を棒引きにし、ウィリアムを銀行から追放し、頭取に復帰した。前作でダイクが演じた、父親のドース・シニアそのままの風貌である。
ペニー・ファーシング
演 - ノーマ・ドゥメズウェニ（英語版）
ウィルキンズの秘書で、電話を通じて紅茶や書類を持ってこさせられる。子供にもお菓子をあげるなど優しく接する。

### その他
トプシー
演 - メリル・ストリープ、日本語吹替 - 島田歌穂
メリーのいとこ（本人によればまたいとこ）。本名はタチアナ・アナスタシア・コジトリ・トポトレポトフスキー。何でも修理する店を開いているが、毎月第2水曜には建物の内部が逆さになってしまうためまともに修理できず、店を閉めている。だが、メリーたちと一緒に「ひっくりカメ」を歌ううちに水曜日が好きになった。
風船売り
演 - アンジェラ・ランズベリー、日本語吹替 - 大方斐紗子
公園で風船を売る老婆。"自分に合った"風船を選ぶと、それをつかんで空に浮かぶことができる。メリーと顔見知りである描写もある。原作に登場しているキャラクターで、前作の鳩の餌売りのポジションにあたる。
ブーム提督 *
演 - デビッド・ワーナー、日本語吹替 - 池田勝
バンクス家の隣人で元海軍軍人。軍艦を模した家に住んでおり、毎日決まった時刻になると大砲を発射する（このためバンクス家では家財道具などが大きく揺れる）。ビッグ・ベンが5分進んでいる、といつも嘆いている。本作では車椅子に乗って登場している。
ビナクル *
演 - ジム・ノートン、日本語吹替 - 宮澤正
ブームに仕える一等航海士。ブームの合図で実際に大砲を発射する係。

## 製作
2015年9月14日、ディズニーが『メリー・ポピンズ』の20年後を舞台にした新作を制作中と報じられ、原作の残りの7作を基にした物語が描かれるとされた。ロブ・マーシャルが監督を、マーシャル、ジョン・デルーカ、マーク・プラットが製作を務め、デヴィッド・マギーが脚本を担当。2016年2月18日にメリーポピンズ役にエミリー・ブラント、2016年2月24日にジャック（点灯夫で前作のバートの見習い）役にリン＝マニュエル・ミランダへのキャスティングが報じられた。
2016年4月、ディズニーは映画の制作とブラントとミランダが主役であることを正式に発表し、5月にはタイトルを『Mary Poppins Returns』と発表。2016年7月までに、いとこのトプシー役としてメリル・ストリープへの交渉に入り、前作から大人になったマイケル・バンクス役としてベン・ウィショーと交渉中であることが明らかになった。9月には、ストリープのキャスティングが確定。翌月、大人になったジェーン・バンクス役にエミリー・モーティマーがキャスティングされ、さらにウィリアム・ウェザーオール・ウィルキンス（フィデリティ信託銀行の社長）役としてコリン・ファースが参加。2017年2月にはバルーン・レディ役にアンジェラ・ランズベリーのキャスティングが発表された。
オリジナル版でメリー・ポピンズを演じたジュリー・アンドリュースへのカメオ出演も交渉されていたが、彼女は「エミリーのショーになってほしい」とオファーを断った。また、オリジナル版でバート及びミスター・ドース・シニアを演じたディック・ヴァン・ダイクは、ドース・シニアの息子ドース・ジュニアとしてカメオ出演している（オリジナル版でドース・ジュニアを演じたアーサー・マレットは2013年に他界している）。

### 撮影
主要撮影は2017年2月10日にイングランドのサリー州のシェパートン・スタジオで行われ、同年7月に終了した。

## 公開
アメリカでは、本作は当初は2018年12月25日に公開予定だったが、同年12月19日に前倒しとなった。

## サウンドトラック
『メリー・ポピンズ リターンズ』のサウンドトラックは全米で2018年12月7日に発売された。作曲はマーク・シャイマン、作詞はスコット・ウィットマンとマーク・シャイマン。前作『メリー・ポピンズ』で音楽を担当したリチャード・シャーマンは音楽コンサルタントとして製作をバックアップした。

## 続編
『メリー・ポピンズ リターンズ』のさらなる続編の製作の可能性について、本作で監督を務めたロブ・マーシャルは計画自体はまだ初期段階にあるものの、P.L.トラバースの原作が8冊にも及ぶ大作であり、他にも映画化へ持ち込めるストーリーが監督自身の頭の中に浮かんでいることを明かし、『スター・ウォーズ』や『007』のようにシリーズとして続編の映画化もあり得ると語った。